# Victoriano Navascués Chivite
Victoriano Navascués Chivite (Cintruénigo, Navarra, 19 de maig de 1884- Valtierra, Navarra, 18 d'agost de 1936) fou un llaurador navarrès que va ser polític d'Izquierda Republicana. Va ser una de les víctimes de la Guerra Civil a Navarra.
Casat amb Petra Pérez Yanguas, amb qui va tenir cinc fills. Va ser alcalde de Cintruénigo en 1931. En els fets d'Arnedo de l'any 1932 morí el seu germà d'un tret de la Guàrdia Civil.
Membre fundador a Navarra del Partit Republicà Democràtic Federal, posteriorment en 1933 president d'Acció Republicana i seguidament al juliol de 1934 passaria a presidir la Izquierda Republicana local.
El 23 de juliol, iniciada la Guerra Civil l'autoritat militar destitueix als quatre regidors que havien estat nomenats de forma interina pel Governador Civil al juliol de 1936 i entre els quals estava Victoriano Navascués i nomena un Cos Nacional de Defensa. Seguidament Victoriano al costat d'altres és detingut i enviat a la presó de Tudela. El dia 18 va ser assassinat per persones pertanyents al poble, en la seva majoria carlins.